# Systoechus

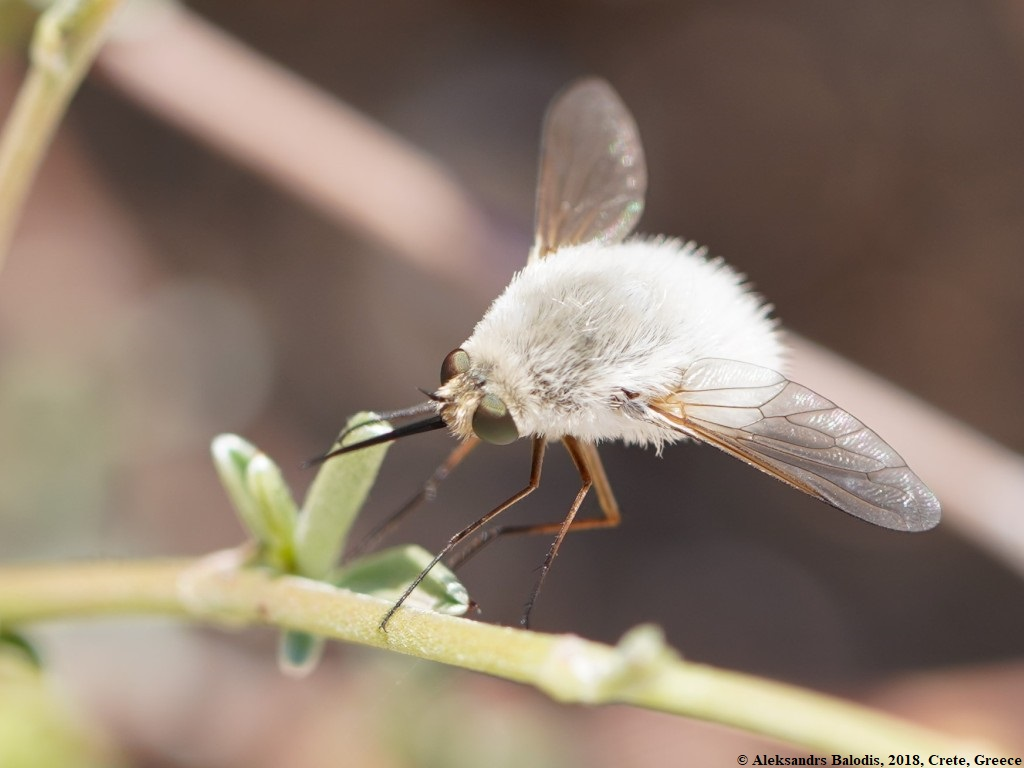
Systoechus candidulus

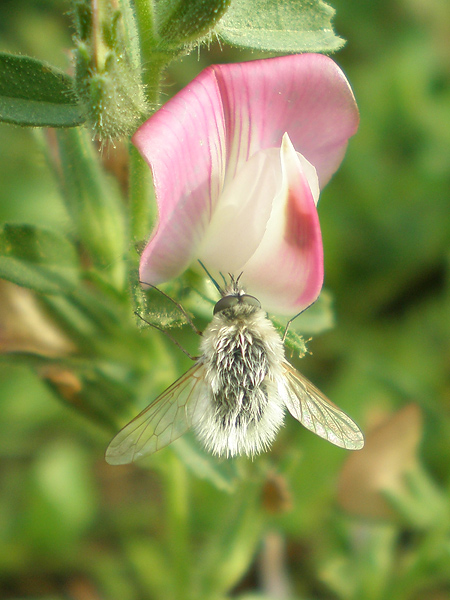
Systoechus gradatus

Systoechus – rodzaj muchówek z rodziny bujankowatych i podrodziny Bombyliinae. Obejmuje około 120 opisanych gatunków. Występuje w krainach: etiopskiej, palearktycznej, nearktycznej i orientalnej.

## Morfologia
Muchówki o ciele długości od 6 do 17 mm. Oskórek mają opalizująco czarny, opylony i porośnięty długim, białym do żółtobrunatnego owłosieniem. 
Głowa jest wyraźnie węższa od tułowia, w widoku bocznym prawie trójkątna, o wydatnej potylicy. Oczy złożone są półkuliste, o całobrzegich tylnych krawędziach; u samców leżą bliżej siebie niż u samic, będąc rozstawionymi na odległość równą tej między tylnymi przyoczkami. Przyoczka umieszczone są na małym wzgórku przyoczkowym, przednie z nich jest znacznie szersze od tylnych. Czoło jest węższe od twarzy, która to jest wystająca. Policzki są bardzo wąskie. Czułki są krótsze od głowy, drugi człon mają koralikowaty, trzeci zaś tak długi jak dwa poprzednie razem wzięte, wyposażony w dwuczłonową aristę oraz dołek czuciowy. Aparat gębowy ma sterczący ku przodowi ryjek.
Tułów jest krótki, szeroki, na przedzie wysklepiony. Skrzydła są duże, przejrzyste lub u nasady nieco przyciemnione. Mają dwie komórki submarginalne. Komórki podstawowe radialna i medialna są takiej samej długości. Komórka analna jest szeroko otwarta. Płatek skrzydłowy jest duży, a żyłka otokowa w pełni wykształcona. Odnóża są długie i smukłe, zwykle żółte z ciemniejszymi stopami. Długie, spłaszczone, przylegające łuski występują na udach, a w mniejszym rozmiarze na goleniach. Stopy wieńczą smukłe przylgi oraz długie i ostre pazurki.
Odwłok jest podługowato-owalny.

## Ekologia i występowanie
Owady ciepłolubne. Larwy są parazytoidami prostoskrzydłych.
Rodzaj ten najliczniej reprezentowany jest w krainach etiopskiej i palearktycznej. Występuje także w nearktycznej Ameryce Północnej i krainie orientalnej. Z terenu Polski podawano dwa jego gatunki: bujankę śmigłówkę i Systoechus gradatus.

## Taksonomia
Rodzaj ten wprowadzony został w 1855 roku przez Hermanna Loewa. W 1910 roku Daniel William Coquillett wyznaczył jego gatunkiem typowym opisanego w 1796 roku przez Johanna Christiana Mikana Bombylius sulphureus, później zsynonimizowanego z Bombylius ctenopterus.
Do rodzaju tego należy około 120 opisanych gatunków:

- Systoechus aberrans Hesse, 1938
- Systoechus acridophagus Hesse, 1938
- Systoechus affinis Hesse, 1938
- Systoechus albicans (Macquart, 1846)
- Systoechus albidus Loew, 1860
- Systoechus albipectus Hesse, 1938
- Systoechus altivolans Hesse, 1938
- Systoechus anthophilus Hesse, 1938
- Systoechus arabicus Greathead, 1980
- Systoechus arcticus Strobl in Hull, 1973
- Systoechus argyroleucus Hesse, 1938
- Systoechus argyropogonus Hesse, 1938
- Systoechus atriceps Bowden, 1964
- Systoechus audax Greathead, 1967
- Systoechus aureus Hesse, 1938
- Systoechus auricomatus Bowden, 1959
- Systoechus aurifacies Greathead, 1958
- Systoechus auripilus Hesse, 1938
- Systoechus austeni Bezzi, 1924
- Systoechus autumnalis (Pallas, 1818)
- Systoechus badipennis Hesse, 1938
- Systoechus badius Hesse, 1938
- Systoechus bombycinus Hesse, 1938
- Systoechus brunnibasis Hesse, 1938
- Systoechus brunnipennis (Loew, 1852)
- Systoechus candidulus Loew, 1863
- Systoechus candidus Hesse, 1938
- Systoechus canescens Hesse, 1938
- Systoechus canicapillis Bowden, 1959
- Systoechus canipectus Hesse, 1938
- Systoechus canus (Macquart, 1840)
- Systoechus castanealis Greathead, 1996
- Systoechus cellularis Bowden, 1959
- Systoechus chlamydicterus Hesse, 1938
- Systoechus chrystallinus Bezzi, 1924
- Systoechus claripennis (Macquart, 1840)
- Systoechus croceipilus Greathead, 1980
- Systoechus ctenopterus (Mikan, 1796) – bujanka śmigłówka
- Systoechus damarensis Hesse, 1938
- Systoechus deceptus Hesse, 1938
- Systoechus eremophilus Hesse, 1936
- Systoechus exiguus Hesse, 1938
- Systoechus exilipes Bezzi, 1923
- Systoechus faustus Hesse, 1938
- Systoechus flavicapillis Bowden, 1959
- Systoechus flavospinosus Brunetti, 1920
- Systoechus fuligineus Loew, 1863
- Systoechus fumipennis Painter, 1962
- Systoechus fumitinctus Hesse, 1938
- Systoechus fusciventris Hesse, 1938
- Systoechus glabellula Strobl in Hull, 1973
- Systoechus goliath Bezzi, 1922
- Systoechus gomezmenori Rubio, 1959
- Systoechus gradatus (Wiedemann, 1820)
- Systoechus grandis Paramonov, 1940
- Systoechus heteropogon Bowden, 1959
- Systoechus horridus Greathead, 1980
- Systoechus inordinatus Hesse, 1938
- Systoechus kalaharicus Hesse, 1936
- Systoechus lacus Bowden, 1964
- Systoechus laevifrons (Loew, 1855)
- Systoechus leoninus Bowden, 1964
- Systoechus leucopygus Wulp, 1885
- Systoechus leucostictus Hesse, 1938
- Systoechus lightfooti Hesse, 1938
- Systoechus litoralis Bowden, 1964
- Systoechus longirostris Becker, 1916
- Systoechus marshalli Paramonov, 1931
- Systoechus melampogon Bezzi, 1912
- Systoechus mentiens Bezzi, 1924
- Systoechus microcephalus (Loew, 1855)
- Systoechus mixtus (Wiedemann, 1821)
- Systoechus montanus Hesse, 1938
- Systoechus monticolanus Hesse, 1938
- Systoechus montuosus Greathead, 1967
- Systoechus namaquensis Hesse, 1938
- Systoechus neglectus Hesse, 1938
- Systoechus nigribarbus (Loew, 1852)
- Systoechus nigripes Loew, 1863
- Systoechus nivalis Brunetti, 1912
- Systoechus niveicomatus Bowden, 1959
- Systoechus oreas Osten Sacken, 1877
- Systoechus pallidipilosus Austen, 1937
- Systoechus pallidulus (Walker, 1849)
- Systoechus phaeopterus Bezzi, 1924
- Systoechus polioleucus Hesse, 1938
- Systoechus poweri Hesse, 1938
- Systoechus pumilo Becker, 1915
- Systoechus quasiminimus Evenhuis & Greathead, 1999
- Systoechus rhodesianus Hesse, 1938
- Systoechus robustus Bezzi, 1912
- Systoechus rudebecki Hesse, 1955
- Systoechus salticolus Hesse, 1938
- Systoechus scabrirostris Bezzi, 1921
- Systoechus scutellaris (Wiedemann, 1828)
- Systoechus scutellatus (Macquart, 1840)
- Systoechus segetus Bowden, 1964
- Systoechus silvaticus Hesse, 1938
- Systoechus simplex Loew, 1860
- Systoechus sinaiticus Efflatoun, 1945
- Systoechus socius (Walker, 1852)
- Systoechus solitus (Walker, 1849)
- Systoechus somali Oldroyd, 1947
- Systoechus spinithorax Bezzi, 1921
- Systoechus srilankae Zaitzev, 1988
- Systoechus stevensoni Hesse, 1938
- Systoechus subcontiguus Hesse, 1938
- Systoechus submicans Greathead, 1980
- Systoechus subulinus Bowden, 1964
- Systoechus titan Greathead, 1996
- Systoechus transvaalensis Hesse, 1938
- Systoechus tumidifrons Bezzi, 1921
- Systoechus ventricosus Bezzi, 1921
- Systoechus vulgaris Loew, 1863
- Systoechus vulpinus Becker, 1910
- Systoechus waltoni Hesse, 1938
- Systoechus xanthoplocamus François, 1964
- Systoechus xerophilus Hesse, 1938